# 孫士髦
孫士髦（1593年—1644年），字仲誉，又字文俊，號弼明，又號瞻园，陕西西安府同州澄城县民籍。明朝政治人物。

## 生平
受业于从兄孫士鸞。萬曆四十三年（1615年）乙卯科陕西鄉試舉人，四十七年（1619年）己未科會試二百九十一名，未殿试，以养亲归，家遭盗劫，身被重创，日惟读书奉亲，痛绝请托。天啓二年（1622年）壬戌科二甲四十五名進士，都察院觀政，丁憂歸。崇祯元年（1628年）授户部福建司主事，二年管大通橋，三年改貴州司主事，密云管粮，崇祯四年（1631年）升密云道佥事，因得罪太监鄧希詔，被下法司提问，本年革职。崇祯十六年，李自成占领西安，孙士髦等地方缙绅被胁迫至西安，因未归顺而被关押，崇祯十七年三月，李自成入北京，命令部将袁宗第带上西安的一干拘囚，渡河北上，至洪芝驿，因不屈服，于八月初七日被杀。

## 家族
曾祖孫默。祖父孫萬。父孫继正，號東源，壽官。前母张氏，母惠氏，繼母樊氏。兄孫士良。弟孫士毅。一女嫁韩一良第四子续武。